# Coppa Italia 2012 (pallacanestro femminile)
La Coppa Italia di pallacanestro femminile 2012 è stata la 27ª edizione del trofeo, denominato nella fase finale Val Venosta Cup (per motivi di sponsorizzazione). La competizione è iniziata il 1º ottobre 2011 e si è conclusa il 18 marzo 2012. Il Taranto Cras Basket ha vinto la coppa per la seconda volta, battendo in finale la detentrice Famila Wüber Schio.

## Regolamento
Hanno partecipato alla Coppa le 12 squadre di Serie A1. Le prime quattro classificate della stagione precedente sono state ammesse direttamente ai quarti di finale, le altre 8 squadre si sono affrontate in un turno di qualificazione.

## Turno di qualificazione
Le partite di andata si sono giocate tra il 1º e il 6 ottobre 2011, quelle di ritorno tra l'8 e l'11 ottobre.
| Squadra 1      | Totale    | Squadra 2       | Andata  | Ritorno |
| -------------- | --------- | --------------- | ------- | ------- |
| CUS Cagliari   | 119 – 171 | Pool Comense    | 57 – 79 | 62 – 92 |
| Alcamo         | 130 – 138 | Trogylos Priolo | 62 – 78 | 68 – 60 |
| Pall. Pozzuoli | 128 – 122 | C.A. Faenza     | 57 – 47 | 71 – 75 |
| Le Mura Lucca  | 115 – 114 | Basket Parma    | 67 – 56 | 48 – 58 |

## Quarti di finale
Le partite di andata si sono giocate il 20 dicembre 2011, quelle di ritorno il 5 gennaio 2012.
| Squadra 1       | Totale    | Squadra 2    | Andata  | Ritorno |
| --------------- | --------- | ------------ | ------- | ------- |
| Le Mura Lucca   | 104 – 112 | Famila Schio | 58 – 45 | 46 – 67 |
| Pall. Pozzuoli  | 107 – 143 | Taranto Cras | 62 – 64 | 45 – 79 |
| Trogylos Priolo | 116 – 137 | GEAS         | 63 – 81 | 53 – 56 |
| Pool Comense    | 114 – 134 | Umbertide    | 63 – 43 | 51 – 91 |

## Final four
La final four si è giocata a Schio il 17 e il 18 marzo 2012.
|  | Semifinali   | Semifinali   | Semifinali   |              |              | Finale       | Finale | Finale |  |
|  |              |              |              |              |              |              |        |        |  |
|  | Taranto Cras | Taranto Cras | 69           |              |              |              |        |        |  |
|  | Taranto Cras | Taranto Cras | 69           |              |              |              |        |        |  |
|  | GEAS         | GEAS         | 52           |              |              |              |        |        |  |
|  | GEAS         | GEAS         | 52           |              | Taranto Cras | Taranto Cras | 78     |        |  |
|  |              |              |              |              | Taranto Cras | Taranto Cras | 78     |        |  |
|  |              |              | Famila Schio | Famila Schio | 57           |              |        |        |  |
|  | Famila Schio | Famila Schio | Famila Schio | Famila Schio | 57           | 59           |        |        |  |
|  | Famila Schio | Famila Schio |              |              |              |              |        |        |  |
|  | Umbertide    | Umbertide    | 49           |              |              |              |        |        |  |

### Finale
| Arbitri: | Barbara La Rocca Marco Rudellat |

| |            | |
| Vaughn, Sottana 17                                                                                      | Punti      | 17 Ford                                                                                                  |
| Mahoney 6                                                                                               | Assist     | 5 Cohen, Macchi                                                                                          |
| Greco 9                                                                                                 | Rimbalzi   | 14 Ford                                                                                                  |
| Mahoney 4 Vaughn 5 Sottana 6 Ballardini 8 Godin 13 Giauro 9 Meļņika 12 Siccardi 14 Gianolla 15 Greco 20 | Formazioni | 7 Cohen 8 McCarville 11 Masciadri 15 Nadalin 25 Macchi 4 Consolini 5 Jalčová 12 Ramon 14 Zanetti 21 Ford |
| Ricchini                                                                                                | Allenatori | Lasi |